# Elissa
Elissar Zakaria Khoury (arabisk: إليسار زكريا خوري) (født 27. oktober 1971 i Deir el Ahmar, Libanon), kendt som Elissa (arabisk: إليسا) er en libanesisk sangerinde med flere arabiske og internationale priser . Hun er en af de mest kendte kvindelige sangere i den arabiske verden, og betragtes som en af de bedst sælgende kvindelige kunstnere i Mellemøsten.
Elissa er berømt for sin lidenskabelige musikstil og enestående vokal og hun omtales ofte som "Queen Of Romance" og "Queen Of Feelings" . Som den første libanesiske musiker vandt Elissa World Music Award i 2005 og 2006 for bedst sælgende albums i Mellemøsten.
Elissa har en blandet baggrund som barn af en libanesisk far og en syrisk mor og voksede op i Bekaa-dalen i Libanon. Hun har taget en eksamen i statskundskab fra Libanons Universitet. Hun er maronitisk katolik. Elissa's far, Zakaria Khoury, som studerede og underviste i arabisk litteratur, døde af kræft i 2004. Hun har tre brødre og to søstre. Hendes bror Kamel Khoury er en DJ.
I Mellemøsten er hun et ikon og berømt som en klassisk middelhavsskønhed og et billede på den moderne dannede, selvstændige og værdige karrierekvinde. Elissa er blevet massivt eksponeret i arabiske medier både i kraft af sine omhyggeligt producerede musikvideoer, optræden i forskellige populære tv-programmer og som ansigt for flere forskellige brands, som for eksempel Pepsi, smykke- og modefirmaet "Lazurde", den svejtiske urkæde "Corum" og har lanceret parfumen "Elle d´Elissa" i samarbejde med det franske parfumefirma Georges Stahl og parfumemagersken Randa Hammami.